# زمین‌لرزه ۱۹۴۰ السنترو
زمین‌لرزه السنترو  در تاریخ ۱۹ مه ۱۹۴۰ میلادی، برابر با ‎۲۹ اردیبهشت ۱۳۱۹، ساعت ۴:۳۶:۴۸ به زمان یوتی‌سی در آمریکا ، منطقه السنترو رخ داد. ژرفای این زلزله ۱۵ کیلومتر بود. بزرگی آن ۷٫۱ در مقیاس Ms اعلام شده‌است. زمین‌لرزه به وقت محلی در روز شنبه، ساعت ۲۰ روی داده و منطقه زمانی آن یوتی‌سی -۸ بوده‌است (با لحاظ تغییر ساعت تابستانی).
سازمان زمین‌شناسی آمریکا نیز جای این زمین‌لرزه را در مختصات ۳۲°۴۳′۵۹″شمالی ۱۱۵°۳۰′۰۰″غربی / ۳۲٫۷۳۳°شمالی ۱۱۵٫۵°غربی و بزرگی آنرا برابر با ۷٫۲ در مقیاس ریشتر اعلام کرده‌است. ژرفای گزارش شده از سوی این سازمان ۱۶ کیلومتر می‌باشد.
شمار کشتگان زلزله حدود ۹ نفر بوده‌است.تعداد زخمیان ۲۰ نفر برآورده شده‌است.